# León Gieco
Leon Gieco, nom de scène de Raúl Alberto Antonio Gieco, né le 20 novembre 1951 près de la ville de Cañada Rosquín (en) (au nord de la province de Santa Fe en Argentine), est un chanteur de rock argentin. 

## Biographie
Leon Gieco est un auteur-compositeur-interprète populaire en Argentine, qui mélange parfois la musique folklorique de son pays à ses compositions rock, et dont les textes des chansons sont souvent engagés, parlant des droits de l'homme et de la solidarité avec les déshérités. Son style musical et son implication dans les causes sociales l'ont fait surnommer le « Bob Dylan argentin ».
Bien que sa production discographique soit importante, il est surtout connu hors de son pays pour la chanson Sólo le pido a Dios, qui fut interprétée dans sa version originale par Mercedes Sosa, mais aussi reprise dans différentes langues par d'autres artistes. L'artiste français Florent Pagny l'a chantée en espagnol. Parmi les adaptations en français, citons Pierre Bachelet sous le titre Pour un monde bleu et Marc Meurrens sous le titre Je n'exige de ma vie qu'une toute petite chose.
L'une de ses chansons (Ojo con los Orozco) a ceci de notable que pour un texte plutôt long, elle ne comporte qu'une voyelle, la lettre « O ».

## Discographie
- León Gieco (1973)
- La Banda de los Caballos Cansados (1974)
- El fantasma de Canterville (1976)
- IV LP (1978)
- Siete años (1980)
- Pensar en nada (1981)
- Corazón americano / El gran concierto (1985)
- De Ushuaia a La Quiaca 1 (1985)
- De Ushuaia a La Quiaca 2 (1985)
- De Ushuaia a La Quiaca 3 (1985)
- Semillas del corazón (1989)
- Ayer y hoy (1989)
- Concierto en vivo con Pete Seeger (1990)
- Mensajes del alma (1992)
- Desenchufado (1994)
- Orozco (1997)
- En el país de la libertad (1999)
- De Ushuaia a La Quiaca 4 (1999)
- 40 obras fundamentales (2000)
- Bandidos rurales (2001)
- Por partida doble (2001)
- El vivo de León (2003) (existe en DVD)
- De Ushuaia a La Quiaca (nouvelle édition) (2005)
- Por favor, perdón y gracias (2005)
- Quince años de mí (2006)
- Por partida triple (2008)

Compilations
- Siete años (1980)
- Ayer y hoy (1989)

Disques live
- Corazón americano / El gran concierto (1985)
- Concierto en vivo con Pete Seeger (1990)